# Alan Baker
Alan Baker (Londra, 19 agosto 1939 – Cambridge, 4 febbraio 2018) è stato un matematico inglese, vincitore della medaglia Fields nel 1970 per i suoi lavori nella teoria dei numeri.
Studente di Harold Davenport allo University College di Londra, si trasferì poi al Trinity College di Cambridge. Nel 1970 gli fu conferita la medaglia Fields per le sue ricerche nel campo delle equazioni diofantee; in seguito si è interessato alla teoria dei numeri trascendenti, dimostrando una generalizzazione del teorema di Gel'fond. Nel 1972 gli è stato assegnato il premio Adams.
Tra i suoi studenti vi sono stati John Coates, David Masser, Roger Heath-Brown, Yuval Flicker e Cameron Stewart.
Nel 2012 è diventato fellow dell'American Mathematical Society. È stato anche nominato foreign fellow della National Academy of Sciences, India.